# 马政
马政是中国古代负责马匹饲养，照顾的行政事務。由於掌控皇室、官署用馬，以及國家軍隊的運輸用馬、骑兵之戰馬需求，马政负责的官员或集团往往有很强大的政治势力。

## 历史

### 三代
夏朝置牧正掌管馬政，商朝置牧師。周朝時設置太僕下大夫二人、校人中大夫二人。周穆王時設太僕正掌輿馬。
秦国最开始建国是因为非子为周孝王牧马有功而被分封秦地。

### 秦漢
秦朝沿置太僕。
漢朝置太僕寺，太僕下有太廏令、未央令、家馬令，各置五丞一尉；又有車府令、路軨令、騎馬令、駿馬令，各置令丞；又有龍馬監、閑駒監、橐泉監、騊駼監、乘華監，各設監長、丞；又於河西六郡置六牧師苑令，各設三丞；又置牧橐令、昆蹏令丞。《漢書》本紀如淳注、漢儀注：「太僕牧師諸苑三十六所，分布北邊西邊，以郎為苑監官；奴婢三萬人，養馬三十萬匹。」
東漢也設置太僕，秩二千石。

### 魏晉南北朝
三國時，曹魏設太僕、牧官都尉，蜀漢亦設太僕。
西晉時太僕下轄左、右、中典牧都尉，下有車府令、典牧令、乘黃廏、驊騮廏、龍馬廏。東晉初期裁撤太僕，後因需要而設，無事則省。
南朝宋齊梁陳，太僕也非常置，有馬政需求時才權宜暫設。
北朝北魏設太僕，第二品；後增設少卿，改太僕卿為正三品，太僕少卿正四品。

### 隋唐
唐朝置太僕寺負責馬政。

### 宋元
这时期马政系统被称为群牧司或群牧监，往往马政的兴衰左右国家的命运，金朝自从他的群牧监被蒙古袭击后就丧失了主动出击的能力。

### 明清
明清沿襲太僕寺制度。明朝由于马政问题出现了响马。